# Batalla del Valle de Baztán

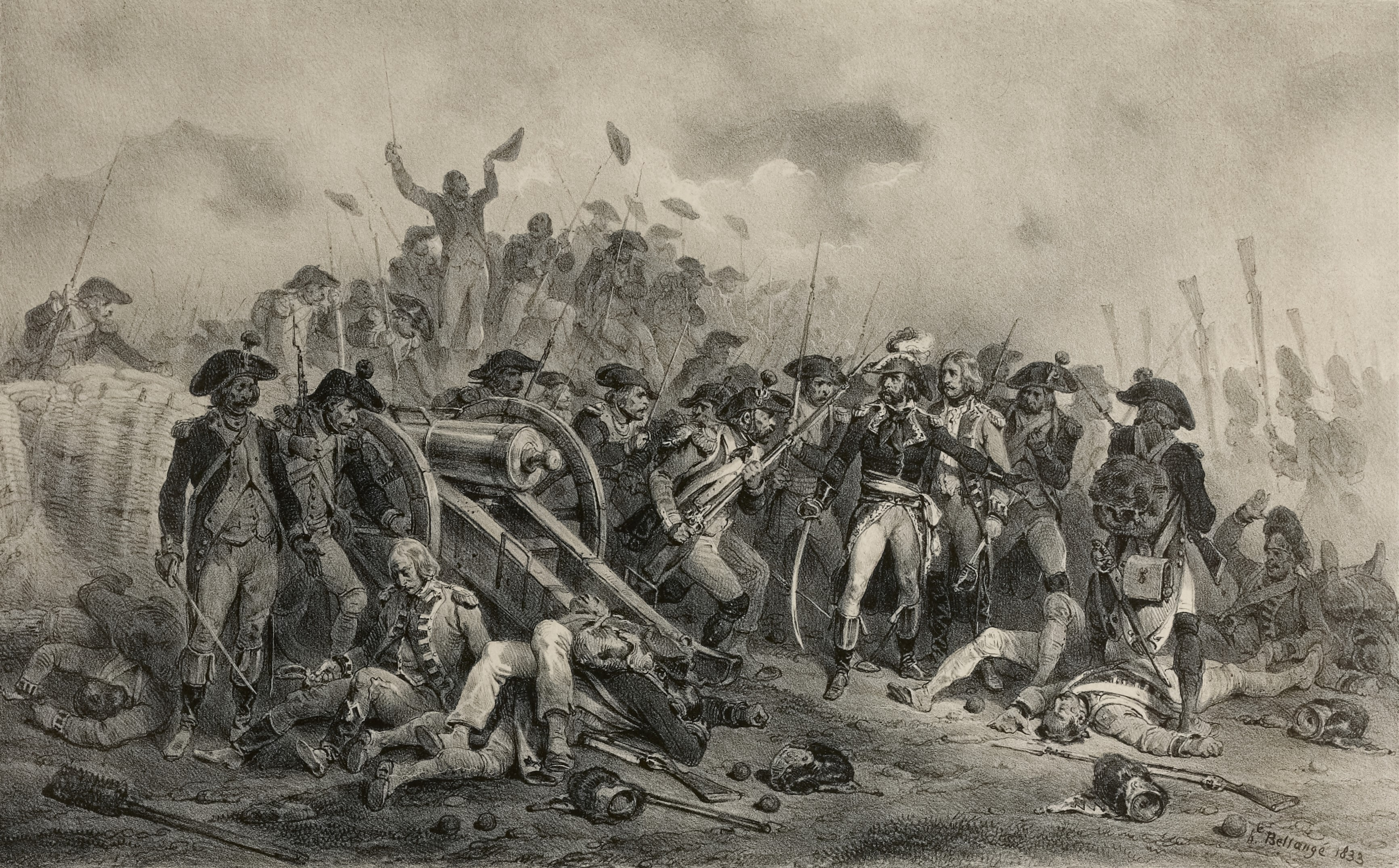
Batalla del Valle de Baztán.

La Batalla del Valle de Baztan se libró entre el 23 de julio y el 1 de agosto de 1794 dentro de la guerra del Rosellón durante las guerras revolucionarias francesas, entre una fuerza francesa del Ejército de los Pirineos Occidentales comandada por Bon Adrien Jeannot de Moncey y las fuerzas españolas lideradas por Ventura Caro. El ejército francés expulsó a los españoles de sus defensas, luego siguió el valle hacia el norte hasta la costa atlántica. Las fuerzas españolas que sostenían las defensas costeras se vieron obligadas a rendirse o huir.

## Trasfondo

### Campamento de los Sans Culottes
Jacques Léonard Muller fue nombrado comandante del ejército francés de los Pirineos occidentales el 5 de octubre de 1793. El año 1793 no tuvo batallas importantes en los Pirineos occidentales, aunque hubo varias escaramuzas entre las fuerzas francesas y españolas. El 5 de febrero de 1794, José Urrutia y de las Casas atacó una colina fortificada cerca de Hendaya y fue derrotado la  Batalla del Campo Sans Culotte (Urruña). De las 13,000 infanterías españolas, y sus 700 caballeros y artillería de apoyo, las bajas españolas fueron 335. Las pérdidas francesas fueron 235. 

### Operaciones de junio

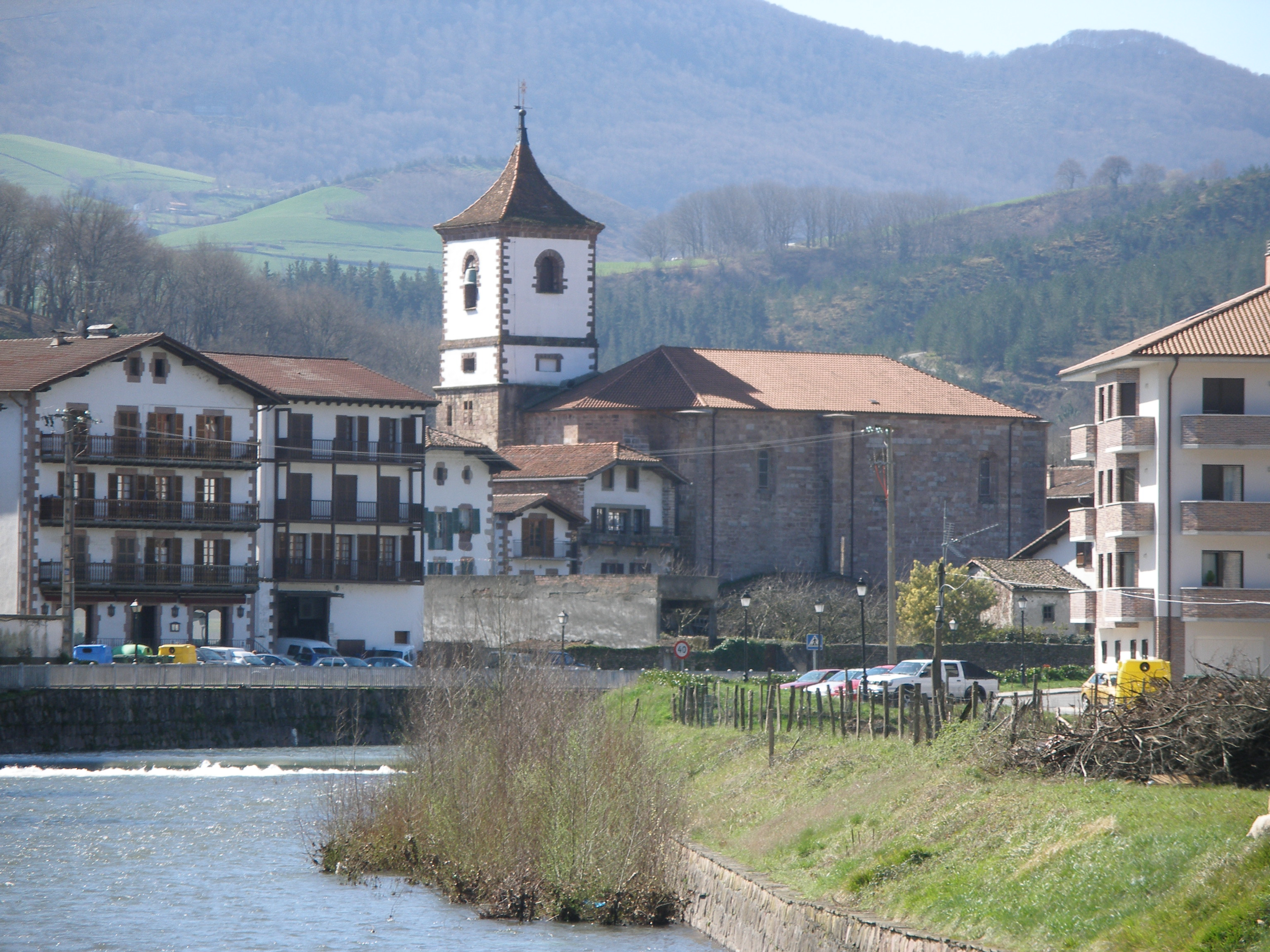
Santesteban.

El 3 de junio, una brigada francesa de 2,300 hombres encabezada por Lavictoire irrumpió en Casa Fuorte, una posición en el Paso Izpegi (Col d'Ispeguy), a 13,5 kilómetros (8,4 millas) al oeste de San Juan Pie de Puerto. Los 1.000 defensores, incluido un batallón del Regimiento de Infantería de Zamora, tres compañías de Rifles de Aldude y la legión real de emigrados franceses, la bajas ascendieron a 94 muertos y heridos, más 307 capturados. Otras defensas españolas en la cresta de Izpegi y el paso de Maya también fueron invadidas ese día. El 23 de junio, el capitán general Don Ventura Caro, con 8.000 soldados de infantería y 500 de caballería y artillería, asaltó sin éxito Mont Calvaire cerca de Vera de Bidasoa. Los bajas Españolas fueron 500 muertos y heridos, más 34 capturados. Los defensores franceses perdieron 30 muertos y 200 heridos.

## Batalla

### Monte Argintzo
La lucha de junio le dio al ejército francés un punto de apoyo en el valle de Baztan. Muller ordenó que las posiciones españolas en Baztan fueran asaltadas y asignó a Moncey para llevar a cabo la operación. El 10 de julio, Antoine Digonet y 4.000 soldados franceses atacaron la infantería de Zamora y la Legión Real en el Monte Argintzo (Mont Arquinzu). El pico está ubicado a 43 ° 3′23 "N 1 ° 29′40" E, 10 kilómetros (6 millas) al sur de Elizondo en Baztan. Los defensores superados en número sufrieron 314 bajas, incluido el marqués de Saint-Simon, que fue gravemente herido. Después de la batalla, los republicanos franceses masacraron a 49 prisioneros realistas franceses.

### Baztan
Moncey tenía sus propias y otras dos divisiones bajo su supervisión.
- General de División Bon-Adrien Jeannot de Moncey:
  - 13 batallones de infantería, 800 caballos, 14 cañones, 4 cañones más pesados
- General de División Henri Delaborde:
  - 9 batallones de infantería
- General de División Jean Henri Guy Nicolas de Frégeville:
  - 9 batallones de infantería, 2 escuadrones caballería ligera

A partir del 23 de julio, las divisiones de Moncey atacaron los atrincheramientos españoles en Baztan. El valle incluye las ciudades de Elizondo, donde el río Baztan gira de suroeste a oeste y Doneztebe, donde el río gira hacia el norte y se conoce como el Bidasoa. Entre el 27 y el 30 de julio, las defensas españolas fueron superadas y Moncey desvió sus divisiones hacia el norte para seguir el Bidasoa hasta la costa atlántica. El número de franceses y españoles muertos y heridos es desconocido, pero los franceses capturaron 200 españoles y cuatro piezas de artillería. Al salir de las montañas el 1 de agosto, Moncey cayó sobre las defensas costeras españolas desde el flanco y la retaguardia con 12,000 hombres, capturando las alturas de San Marcial al sureste de Irún y Fuenterrabía. Atrapado por la maniobra francesa, don Vicente de los Reyes se rindió con 2.000 soldados españoles, 300 cañones y cinco colores. Los franceses sufrieron 600 bajas.

## Resultado
La ofensiva de Moncey deshizo por completo la posición defensiva española detrás del río Bidasoa. Los franceses se apoderaron de Fuenterrabía el 1 de agosto, del puerto de Pasajes e Irún el 2 de agosto. Un premio mayor cayó el 3 de agosto cuando San Sebastián se rindió a los franceses con 1.700 prisioneros españoles y 90 cañones. Las pérdidas francesas fueron insignificantes. La ciudad de Tolosa cayó ante Moncey el 9 de agosto. Las tropas españolas se retiraron a Lecumberri.